# بيكا فيتزباتريك
بيكا فيتزباتريك (بالإنجليزية: Becca Fitzpatrick)‏ (3 فبراير 1979، سنترفيل في الولايات المتحدة)؛ كاتِبة مُتخصِّصة في أدب الأطفال وروائية أمريكية. درست في جامعة بريغام يونغ.

## روابط خارجية
- بيكا فيتزباتريك على موقع IMDb (الإنجليزية)